# Astroloba tenax

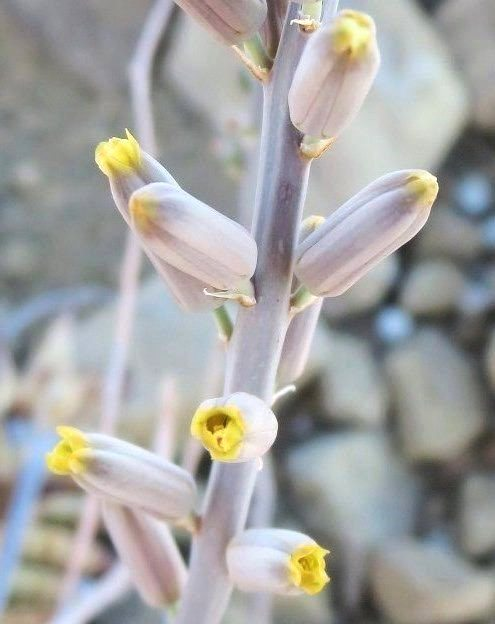
Flors

Astroloba tenax és una espècie de planta suculenta del gènere Astroloba, que pertany a la subfamília de les asfodelòidies (Asphodeloideae), dins la família de les asfodelàcies (Asphodelaceae).

## Descripció

### Característiques vegetatives
Astroloba tenax és molt variable en la seva forma i mida de les fulles. Les seves fulles solen ser brillants, una mica recorbades, amb marges més foscos i quilles que sovint presenten taques blanques o tubercles. Un dels marges de cada fulla de vegades s'esvaeix prop de l'extrem de la fulla, un caràcter que normalment es veu en els seus parents més propers: A. pentagona, A. cremnophila i A. bullulata. Astroloba tenax sembla estar connectat a través de poblacions intermèdies de pentagona prop de la presa Gamkapoort amb les principals poblacions de pentagona més a l'oest.

### Inflorescència i flors
Les flors es troben en una inflorescència alta i prima que sovint es ramifica. Les seves flors són petites, grises, tubulars i una mica tancades a l'àpex. Les puntes dels lòbuls són grogues i no s'obren gaire. Les flors apareixen a l'estiu.

## Distribució i hàbitat
Astroloba tenax només creix a la província sud-africana del Cap Occidental, descrita com autòctona a Prince Albert Karoo Succulent, amb una distribució que es troba majoritàriament a l'oest de Prince Albert. Creix en vessants escarpats, exposats i pedregosos, sovint propers a A.herrei (que creix als vessants inferiors) i A. robusta (que creix a les planes de grava). Tanmateix, cap d'aquestes tres espècies s'hibrida, ja que la seva forma de flor i els seus temps de floració són diferents.

## Taxonomia
Astroloba tenax va ser descrita per Molteno, van Jaarsv. &, i Gideon F.Sm., i va ser publicat a Bradleya 35: 143, a l'any 2017.
Etimologia
- Astroloba : nom genèric que deriva de les paraules gregues astros, 'estrella' i lobos, 'lòbul'.[3]
- tenax : epítet llatí que significa 'tenaç'.[3]

Varietats acceptades
- Astroloba tenax var. tenax (Varietat tipus)
- Astroloba tenax var. moltenoi Gideon F.Sm. & van Jaarsv., Bradleya 35: 241 (2017).[4]